# Четверікова Ольга Миколаївна
Четверікова Ольга Миколаївна (рос. Четверикова Ольга Николаевна, нар. 18 червня 1959) — радянський і російський науковець та видний суспільний діяч, кандидат історичних наук, доцент Московського інституту міжнародних відносин (МГІМО).
Закінчила факультет міжнародних відносин МГІМО в 1983 році. Працювала в Інституті суспільних наук на кафедрі міжнародного робочого руху. Має рід публікацій з політичної історії та культури Росії. Кандидатська дисертація на тему «Тенденції та суперечності робітничого руху в Перу в 1975–1980 рр.»

## Монографії та інші книжкові видання
- Религия и политика в современной Европе (2005) – монографія
- Культура и религия Запада. Религиозные традиции Европы. От истоков до наших дней (2010) –  у співавторстві з О. Н. Крижановським
- Измена в Ватикане, или Заговор пап против христианства (2011)
- Перечень смертных грехов и страстей. Дневник кающегося (2014) –  Феодором Зисисом
- 8De Aenigmate / О Тайне (2015) – у співавторстві з Андрієм Фурсовим, К. А. Фурсовим, Володимиром Карпцем, Олександром Рудаковим,  Олена Пономарьовою